# Darullaman
Bör inte förväxlas med Tajbegpalatset i området Darullaman.

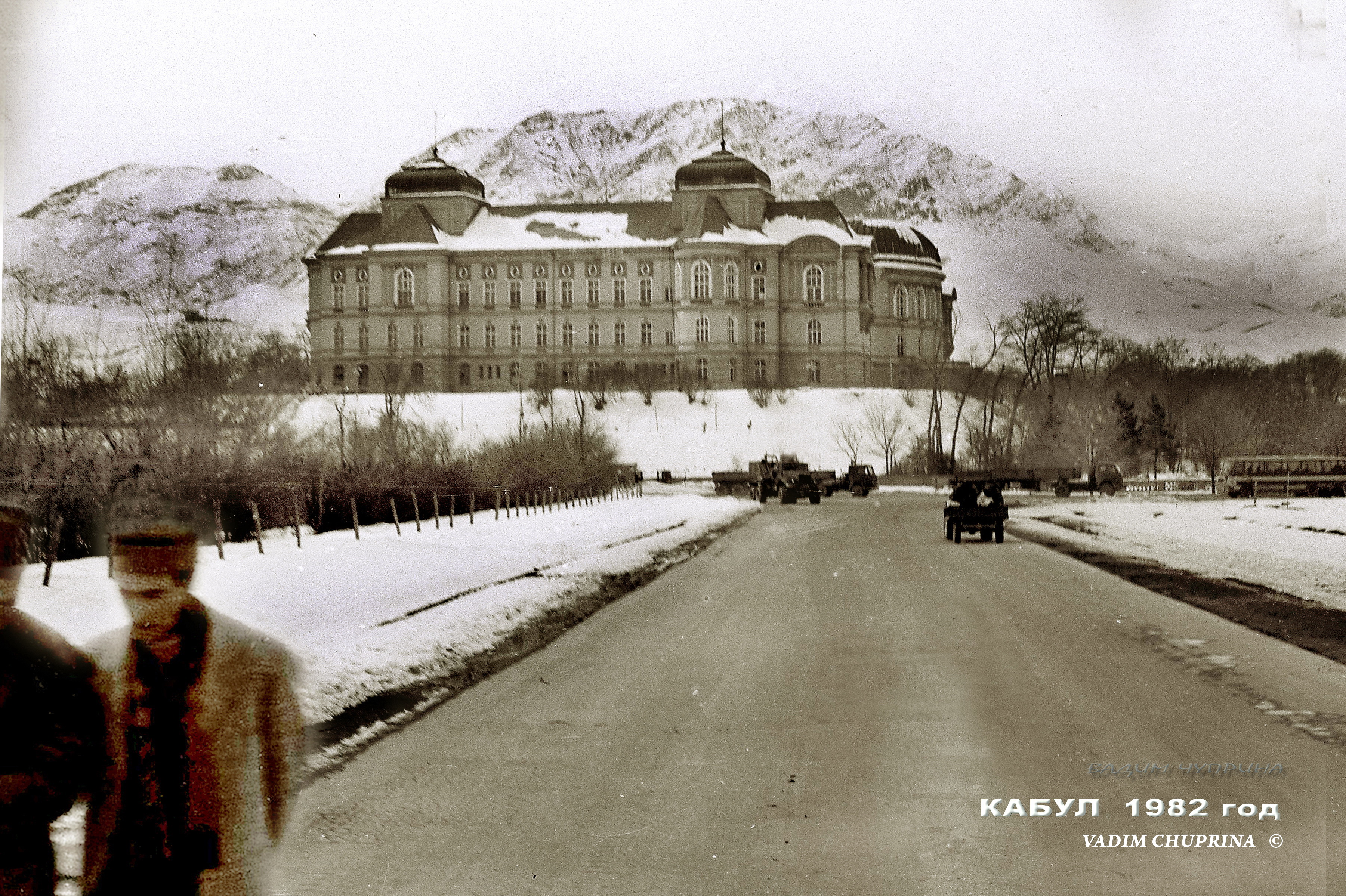
Вадим Чуприна-Кабул VADIM CHUPRINA © Kabul 09

Darullamanpalatset är ett trevåningspalats sydväst om Kabul i Afghanistan. Det ligger i ett område med samma namn.
Darullaman eller Darul Aman uppfördes 1925-1927 på order av kung Amanullah Khan och drottning Soraya Tarzi av ett team av västerländska (tyska och franska) arkitekter och den tyska ingenjören Walter Harten. Palatset är designat i nyklassisk stil och blev den första byggnad i Afghanistan som hade centralvärme och rinnande vatten. 
Palatset var en del av Amanullah Khans plan att modernisera och bygga om Kabul. Det var menat att bli en central byggnad i en ny stad eller stadsdel med samma namn, och så småningom bli en parlamentsbyggnad. Under 1920-talet bodde kungaparet där och Aurora Nilsson uppgav att hon besökte drottningen och kungens mor där 1927. 
När Amanullah Khan avsattes 1929 var byggnaden inte helt färdigbyggd och arbetet avstannade. Den användes för flera ändamål under årens lopp, bland annat som lokal för Kabulunviersitetets medicinska fakultet och av försvarsministeriet under kommunisttiden. Den skadades 1968, 1978 och 1990 men reparerades. 
Darullaman förstördes och förvandlades till en ruin under Inbördeskriget i Afghanistan (1992-1996). Det lades fram planer på att restaurera palatset 2005. Planerna dröjde länge, men 2020 var restaureringen klar. 